# Spaghetti Brothers
Spaghetti Brothers est une série de bande dessinée argentine créée par le scénariste Carlos Trillo et le dessinateur Domingo Mandrafina. Elle paraît en France aux éditions Vents d'Ouest.

## Synopsis
La bande dessinée met en scène une famille italienne, les Centobucchi, installée à New York dans les années 1930 et les règlements de compte entre les cinq frères et sœurs qui la composent : un mafieux cruel, un curé torturé, un flic inflexible, une actrice et une mère de famille tueuse à gage.

## Publications en français
Elle paraît en France aux éditions Vents d'Ouest en 4 tomes noir et blanc entre 1995 et 1996 puis en 16 tomes colorisés à partir de 2003. Enfin une édition intégrale a également été publiée en novembre 2008.